# Birger Sjöberg

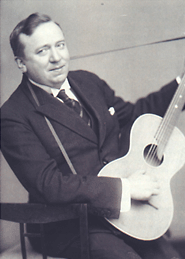
Birger Sjöberg

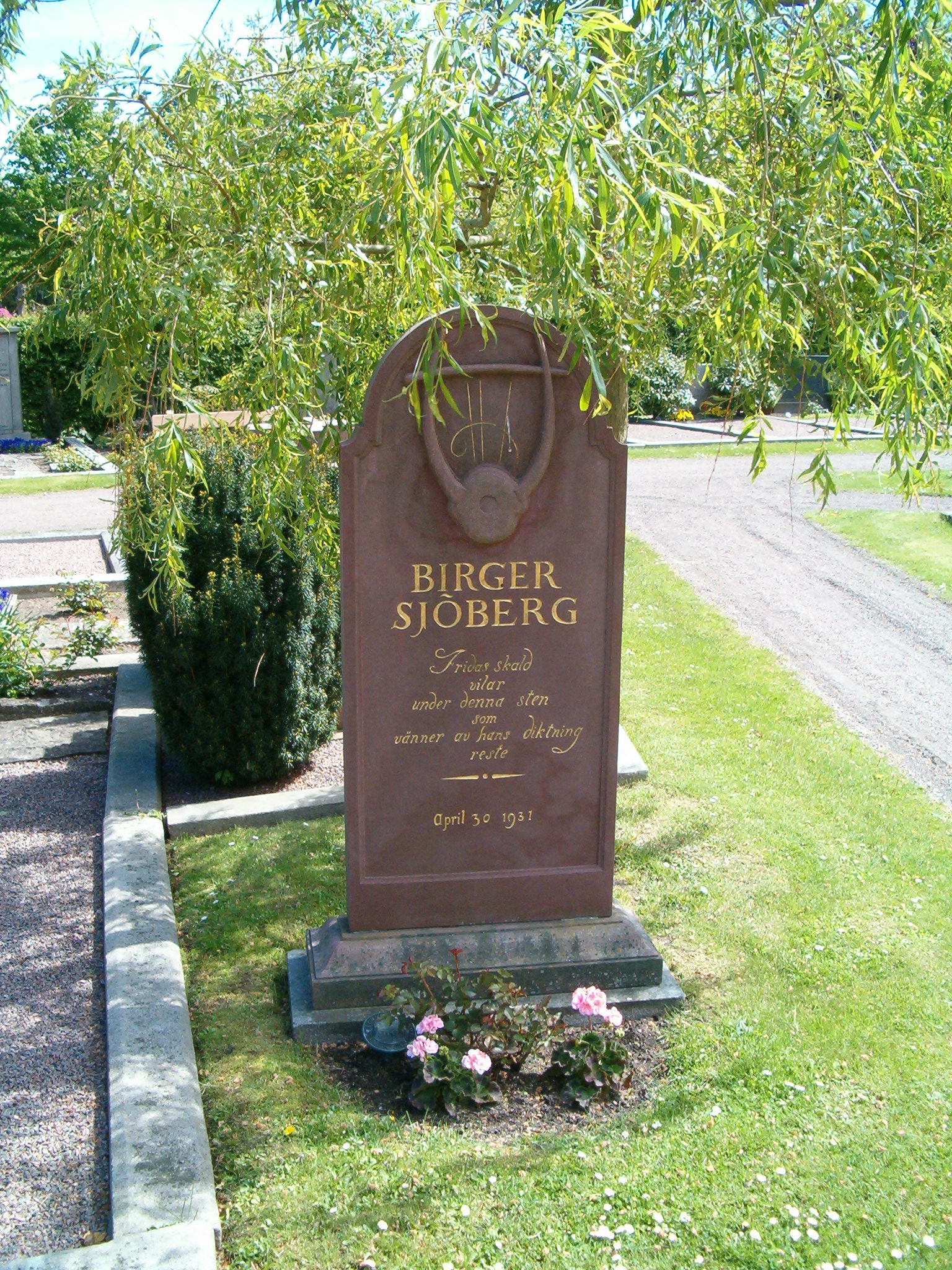
Birger Sjöbergs Grab in Helsingborg

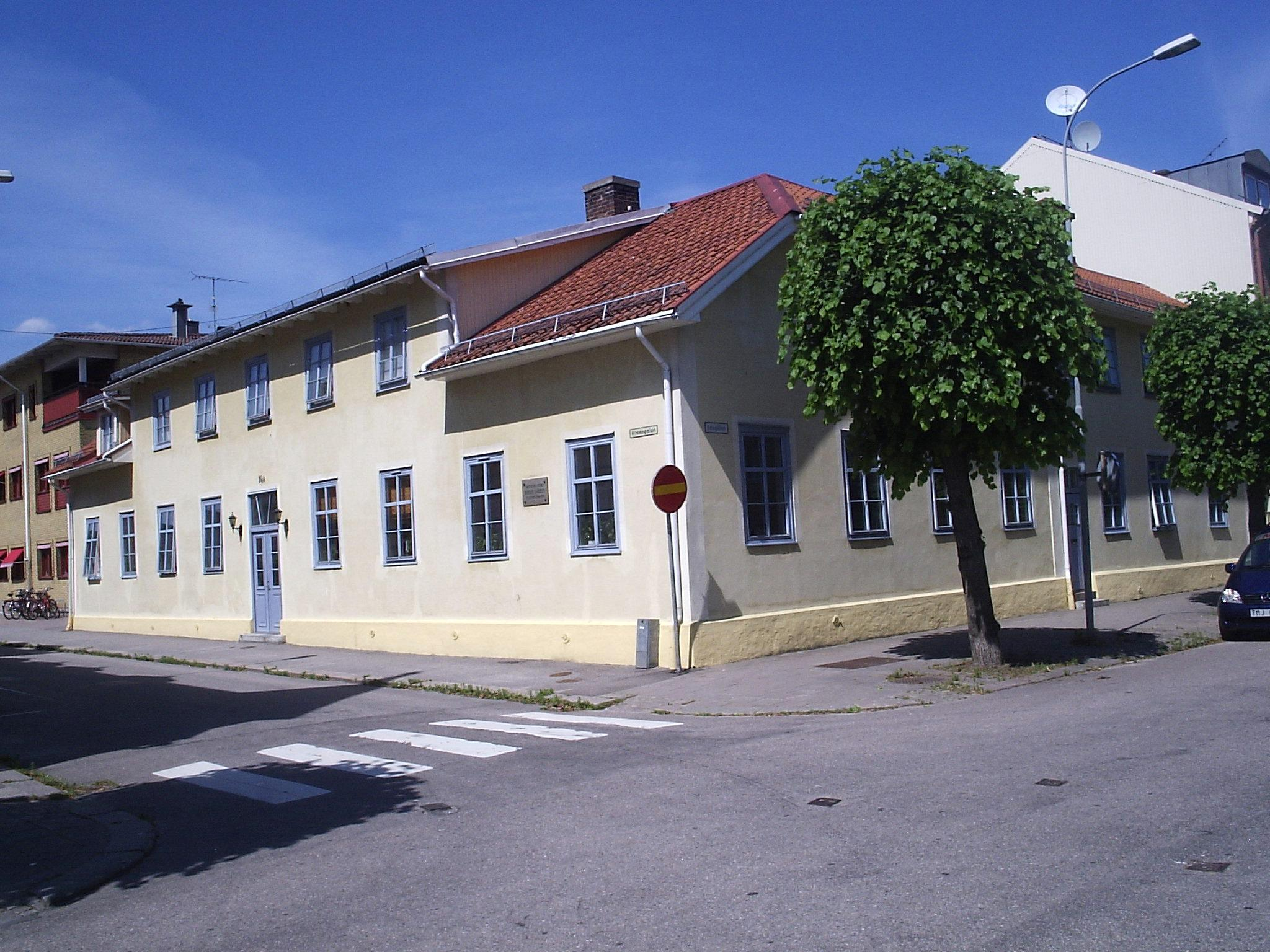
Birger Sjöbergs Geburtshaus

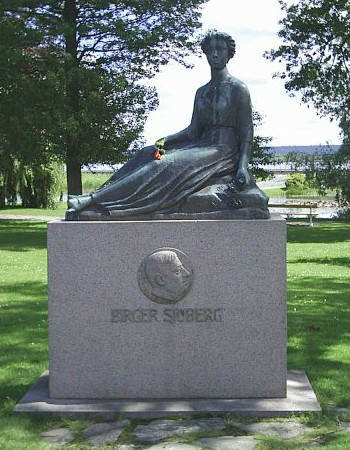
Frida-Statue in Vänersborg

Birger Sjöberg (* 6. Dezember 1885 in Vänersborg; † 30. April 1929 in Växjö) war ein schwedischer Dichter und Schriftsteller.

## Leben
Birger Sjöberg wurde in Vänersborg, einer westschwedischen Kleinstadt, geboren. Seine Eltern besaßen ein kleines Kleidergeschäft. Als Birger Sjöberg 13 Jahre alt war, ging das Geschäft seiner Eltern in Konkurs. Seitdem hatte die Familie – Birger Sjöberg hatte noch zwei Brüder – mit wirtschaftlichen Schwierigkeiten zu kämpfen.
In der Schule brachte Birger Sjöberg nur schlechte Leistungen. Das Gymnasium musste er ohne Abschluss verlassen, was für ihn immer ein Trauma blieb. Nachdem er von der Schule abgegangen war, machte er eine Lehre als Fotograf. Nach einigen Jahren, in denen er sich mehr schlecht als recht als Ladengehilfe durchschlug, zog Birger Sjöberg 1906 nach Stockholm, wo er durch Vermittlung seines Bruders Gösta Sjöberg eine Stelle als Journalist bekam. Schon ein Jahr später übersiedelte er nach Helsingborg (Südschweden), wo er ebenfalls als Journalist tätig war. Nach seinen Bucherfolgen Anfang der 20er Jahre gab er seine Stellung auf und lebte als freier Schriftsteller. 1929 starb Birger Sjöberg an einer Lungenentzündung.
Birger Sjöberg verfügte über ein großes schauspielerisches und parodistisches Talent und verstand es glänzend, Menschen zu unterhalten. Zugleich war er aber ein scheuer und schüchterner Mensch. Er blieb zeitlebens Junggeselle, und es ist nicht bekannt, ob er jemals eine erfüllte Liebesbeziehung erlebte.

## Werk
Schon als Jugendlicher begann Birger Sjöberg, Lieder zu schreiben, die er selbst vertonte und mit großem Erfolg im Freundes- und Bekanntenkreis vortrug. In vielen dieser Lieder besang er seine Heimatstadt als Lilla Paris (Klein-Paris). Mit seinen Liedern knüpfte Birger Sjöberg an eine spezifisch schwedische, auf Carl Michael Bellman (1740–1795) zurückgehende, Tradition an: Lieder, die eingängig und volkstümlich, dabei aber literarisch ambitioniert und künstlerisch anspruchsvoll sind.
Erst 1922 veröffentlichte, nach intensivem Drängen seiner Freunde, Birger Sjöberg seine Lieder in dem Band Fridas bok (Fridas Buch). Die Lieder beschreiben in liebevoller Ironie das Leben in einer schwedischen Kleinstadt und die Liebe des lyrischen Ich zu Frida. Ob es für Frida ein reales Vorbild gab, ist bis heute nicht ganz geklärt.
Die scheinbare Leichtigkeit der Frida-Lieder lässt mitunter vergessen, wie kunstvoll sie – darin an Heinrich Heine anknüpfend – zwischen Naivität und Ironie, zwischen echtem Gefühl und Parodie dieses Gefühls, zwischen Ernst und Scherz balancieren.
Fridas bok war ein großer Erfolg. Birger Sjöberg ging mit seinen Liedern auf Tournee durch ganz Schweden. Die Tournee wurde, obwohl Birger Sjöberg unter starkem Lampenfieber litt, ein richtiggehender Triumphzug. Bis heute sind viele von Birger Sjöbergs Frida-Liedern in Schweden populär und werden oft gesungen.
1924 erschien Birger Sjöbergs Roman Kvartetten som sprängdes (Das gesprengte Quartett, 1925, deutsch von Gustav Morgenstern). Der Roman knüpft an die Kleinstadtidylle der Frida-Lieder an und wurde bald ein ähnlicher Erfolg wie Fridas bok. Trotz der übermütigen Erzählfreude und des glänzenden Humors des Autors werden in dem Roman aber auch Angst und Unsicherheit spürbar.
Als 1926 Birger Sjöbergs nächster Gedichtband, Kriser och kransar (Krisen und Kränze), herauskam, war das Publikum schockiert: An die Stelle volkstümlicher Eingängigkeit war kühne expressionistische Sprachgewalt getreten, die harmlose Kleinstadtidylle verdrängt durch eindringliche Schilderung von Angst, Verzweiflung und Einsamkeit. Birger Sjöberg war der Ansicht, dass seine bisherigen literarischen Erfolge zu billig erworben waren und dass er seinen eigenen künstlerischen Anspruch verraten hatte. Schonungslos rechnete er nun mit sich selbst und der Welt ab. Kriser och kransar steht – neben Pär Lagerkvists Ångest – am Beginn der modernen Lyrik in Schweden. Formal folgen die Gedichte, etwa im Hinblick auf Metrik oder Verwendung von Reimen, zumeist traditionellen Mustern. Die Sprache aber, die sich durch kühne Wortneubildungen, überraschende Wortzusammensetzungen und verblüffende Metaphern auszeichnet und vor dem Verstoß gegen grammatikalische und syntaktische Regeln nicht zurückschreckt, weist in ihrer ungeheuren Konzentration und Dichte weit in die Zukunft.
Kriser och kransar stieß bei den zeitgenössischen Lesern und Kritikern auf völliges Unverständnis. Diese Ablehnung hat dem sensiblen Birger Sjöberg schwer zu schaffen gemacht und sicher zu seinem frühen Tod beigetragen. Allmählich lernten die Kritiker Kriser och kransar freilich schätzen. Schon 1929 wurde Birger Sjöberg hierfür ein wichtiger Literaturpreis zuerkannt. Die Nachricht hiervon erreichte allerdings den Todkranken nicht mehr. Heute wird Kriser och kransar zu den bedeutendsten schwedischen Gedichtsammlungen des 20. Jahrhunderts gerechnet.
In Birger Sjöbergs Nachlass fanden sich unzählige weitere Gedichte, die teilweise mit großem Erfolg postum herausgegeben wurden: Fridas andra bok (Fridas zweites Buch, 1929), Minnen från jorden (Erinnerungen an die Erde, 1940), Syntaxupproret (Syntaxaufruhr, 1955), Fridas tredje bok (Fridas drittes Buch, 1956).